# Johann Nikolaus Misler

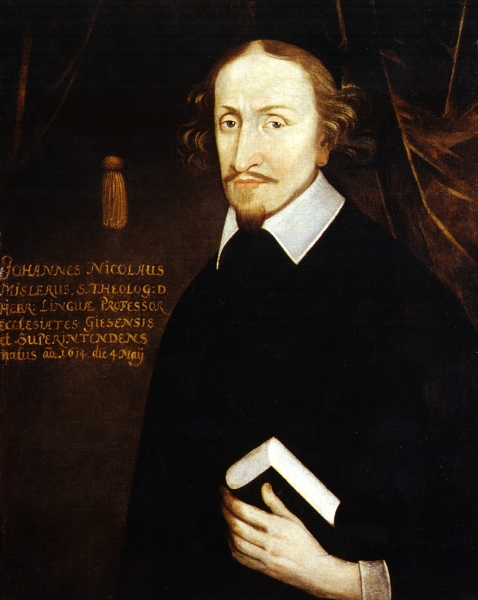
Johann Nikolaus Misler in der Gießener Professorengalerie

Johann Nikolaus Misler (* 1614 in Münzenberg; † 20. Februar 1683 in Gießen) war ein deutscher lutherischer Theologe.

## Leben
Nach dem Studium an der Universität Marburg wurde Misler zuerst Lehrer und Archidiaconus ebenda. 1652 wechselte er als Professor für Hebräisch und Theologie an die Universität Gießen. Dort wurde er 1654 zum Dr. theol. promoviert und rückte 1676 zum Professor Primarius auf.
Sein Sohn war der Theologe Johann Hartmann Misler (1642–1698), ab 1691 Superintendent des Herzogtums Verden. Sein Schwiegersohn war der Orientalist und Theologe David Clodius (1644–1684).

## Schriften
- De ecclesia Jesu Christi militante, succincte tradita / Johann Nikolaus Misler. [Resp.:] Kilianus Rudrauff. Giessae Hass.: Chemlin, 1654 (Gießen, Univ., Theol. Diss., 15. Juni 1654).
- Theognōsia, seu de deo trinuno et logō incarnato / sub praesidio Johannis Nicolai Misleri. Giessae: Chemlin, 1656.
- Speculum anti-jesuiticum [anti-iesuiticum] contra Matthiam Hoe: in disputationes XIIX in academia Giessensi publ. submissas / autore et praeside Johanne Nicolao Mislero. Giessae: Vulpius, 1660.
- De justificatione [iustificatione] / Johann Nikolaus Misler. [Resp.:] Johann Peter Horn. Gissae: Karger, [ca. 1670] (Gießen, Univ., Theol. Disp., 14. Aug. 1670?).
- Opus novum quaestionum practico-theologicarum sive casuum conscientiae. Wächtler, Frankfurt am Main 1676. (Digitalisat)